# Alf Sjöberg
Pour les articles homonymes, voir Sjöberg.
Alf Sjöberg, Sven Erik Alf Sjöberg de son nom complet, est un réalisateur et scénariste suédois, né le 21 juin 1903 à Stockholm, ville où il est mort le 16 avril 1980.

## Biographie
Entre 1923 et 1925, Alf Sjöberg étudie l'art dramatique, en même temps que Greta Garbo, à l'école du Théâtre dramatique royal (Kungliga Dramatiska Teatern en suédois, abrégé Dramaten) de Stockholm. Passionné par le théâtre, il s'impose très rapidement comme comédien puis comme metteur en scène. Dès 1930, à l'âge de 27 ans, il est nommé directeur du Dramaten qu'il servira, avec talent et compétence, jusqu'à ses derniers jours. Il débute au cinéma en 1929 avec un film surprenant, Le Plus Fort (Den Starkaste) qui rappelle beaucoup Robert Flaherty et qui est consacré aux chasseurs de phoques dans l'océan Arctique. Mais, il ne parvient pas ensuite à imposer ses projets, manifestant un désaccord fondamental avec les orientations du cinéma suédois qu'il accuse d'être marqué par la frivolité.
Il ne reprend la caméra qu'en 1939 et participe à la renaissance du cinéma national au cours des années 1940. Sa vision expressionniste culmine dans Tourments, réalisé à partir d'un scénario du jeune Ingmar Bergman. Il reçoit l'équivalent de la Palme d'or (à l'époque, le Grand prix) du Festival de Cannes à deux reprises, en 1946 pour Tourments (Hets) et en 1951 pour Mademoiselle Julie (Fröken Julie).
Alf Sjöberg meurt en 1980 dans un accident de voiture, alors qu'il se rendait au théâtre.

## Filmographie

### Comme réalisateur
- 1929 : Le Plus Fort (Den Starkaste)
- 1940 : Avec la vie pour enjeu (Med livet som insats)
- 1940 : Den Blomstertid...
- 1941 : Hem från Babylon
- 1942 : Le Chemin du ciel (Himlaspelet)
- 1944 : La Chasse royale (Kungajakt)
- 1944 : Tourments (Hets)
- 1945 : Resan bort
- 1946 : Iris et le Cœur du lieutenant ou l'Épreuve (Iris och löjtnantshjärta)
- 1949 : Rien qu'une mère (Bara en mor)
- 1951 : Mademoiselle Julie (Fröken Julie)
- 1953 : Barabbas
- 1954 : Karin Månsdotter
- 1955 : Vildfåglar
- 1955 : Hamlet (téléfilm)
- 1956 : Le Dernier Couple qui court (Sista paret ut)
- 1959 : Stängda dörrar (téléfilm)
- 1960 : Le Juge (Domaren)
- 1966 : Ön
- 1969 : Le Père (Fadern)

### Scénariste
- 1929 : Le Plus Fort (Den Starkaste)
- 1940 : Avec la vie pour enjeu (Med livet som insats)
- 1940 : Den Blomstertid...
- 1941 : Hem från Babylon
- 1942 : Le Chemin du ciel (Himlaspelet)
- 1944 : La Chasse royale (Kungajakt)
- 1945 : Resan bort
- 1946 : Iris et le Cœur du lieutenant (Iris och löjtnantshjärta)
- 1949 : Bara en mor
- 1951 : Mademoiselle Julie (Fröken Julie)
- 1953 : Barabbas
- 1954 : Karin Månsdotter
- 1955 : Vildfåglar
- 1960 : Le Juge (Domaren)
- 1966 : Ön
- 1969 : Le Père (Fadern)

### Acteur
- 1928 :  Ådalens poesi de Theodor Berthels (sv)